# Erica klotzschii
Erica klotzschii là một loài thực vật có hoa trong họ Thạch nam. Loài này được (Alm & T.C.E.Fr.) E.G.H.Oliv. mô tả khoa học đầu tiên năm 1993.